# نوت نیشتد
نوت نیشتد (انگلیسی: Knut Nystedt; ۳ سپتامبر ۱۹۱۵ – ۸ دسامبر ۲۰۱۴) آهنگساز، موسیقی‌دان، رهبر (موسیقی)، و استاد دانشگاه اهل نروژ بود.